# Кунгстредгорден (станція метро)
59°19′51″ пн. ш. 18°04′24″ сх. д. / 59.330777777778° пн. ш. 18.073333333333° сх. д.
Кунгстредгорден (швед. Kungsträdgården) — станція Синьої лінії Стокгольмського метрополітену розташована у центрі Стокгольма поблизу парку Кунгстредгорден (район Норрмальм).
Є кінцевою станцією для маршрутів 10 і 11, наступна за станцією Т-Сентрален.

Є однією із найвідоміших станцій Стокгольмського метро через своє художнє оформлення.
Станція є підземною, розташовується у скельній породі на глибині 34 м нижче поверхні землі і 29,3 м нижче рівня моря, є найглибшою станцією Стокгольмського метро.
В 2019 році пасажиропотік станції у будні дні в середньому становив 9850 пасажирів.

Зважаючи на спочатку заплановане розширення Синьої лінії до комуни Накка через Кунгстредгорден, станція має великий запас пропускної спроможності і може обслуговувати набагато більший пасажиропотік, ніж має в даний час.
Кунгстредгорден було відкрито 30 жовтня 1977 року, ставши 91 станцією Стокгольмського метрополітену.
Спочатку було відкрито лише західний вестибюль.
Відкриття ж східного вестибюля станції було затягнуте через так звану «битву за в'язи» — збройне зіткнення поліції та городян, які протестували проти вирубки 14 столітніх в'язів задля спорудження східного вестибюля станції.
У результати «битви за в'язи» дерева були частково збережені, проєкт скоригований, а східний вестибюль відкрито лише 14 січня 1977 року.
Художнє оформлення станції належить Ульріку Самуельсону та Арне Фредерікссону.
Ульрік Самуельсон проєктував станцію, надихаючись палацами, що стояли біля парку Кунгстредгорден.
Художнику Арне Фредерікссона належить більшість розписів на стінах станції.
Між платформами розміщено скульптуру бога війни, що стояла до цього будинку Дворянського зборів.
Стіни декоровані п'ятдесятьма маскаронами та скульптурами з палацу Макалес.
У східній стороні станції розміщено пень одного з в'язів, за який боролися протестувальники в 1971 році під час «битви за в'язи».

## Операції
| Попередня станція | Лінія | Лінія     | Лінія | Наступна станція      |
| ----------------- | ----- | --------- | ----- | --------------------- |
| Кінцева           |       | Лінія T10 |       | Т-Сентрален до Юльста |
| Кінцева           |       | Лінія T11 |       | Т-Сентрален до Акалла |

## У мистецтві
У вересні 1994 на станції метро було знято відеокліп на пісню Living in Danger гурту Ace of Base (режисер Метт Бродлі).